# 弗雷德·纽豪斯
弗雷德·纽豪斯（英語：Fred Newhouse，1948年11月8日—2025年1月20日），美国男子田径运动员，主攻短跑。他曾代表美国参加1976年夏季奥林匹克运动会田径比赛，获得一枚金牌和一枚银牌。